# 영가대사증도가 남명천선사계송(언해)
영가대사증도가 남명천선사계송(언해)(永嘉大師證道歌 南明泉禪師繼頌(諺解))은 서울특별시 동대문구 세종대왕기념사업회에 있는 조선시대의 책이다. 2019년 6월 7일 서울특별시의 유형문화재 제447호로 지정되었다.

## 개요
당나라 영가대사 현각(永嘉大師玄覺, 665-713)이 남긴 『증도가(證道歌)』에 북송 때 남명천화상이 계송(繼頌)한 주해본을 저본으로, 조선시대 성종 13(1482)년에 학조(學祖) 등이 언해하여 교서관에서 금속활자(을해자)로 간행한 을해자본 2권 2책이다.
조사 대상본은 1482년에 학조가 남명천화상이 계송한 증도가를 언해하여 금속활자 을해중소자 및 한글활자로 간인한 금속활자본 하권 1책에 해당한다.
동일본이 현재 규장각과 관문사에 2권 완질본으로 소장되어 있고, 고려대와 성암문고에는 권하 1책만 소장되어 있음. 조사 대상본은 권상이 없는 결본 상태이나, 하권은 결장 없이 온전한 상태로 남아있으므로 시유형문화재로 지정 가한 것으로 판단된다.

## 조사보고서
당나라영가대사현각(永嘉大師玄覺, 665-713)이남긴『증도가(證道歌)』에북송때남명천화상이 계송(繼頌)한 주해본을 저본으로 조선시대 성종 13(1482)년에 학조(學祖) 등이 언해하여 교서관에서 금속활자(을해자)로 간행한 을해자본 2권 2책이다. 이 책을 『남명집언해(南明集諺解)』로 별칭하기도 한다.
영가대사는 속성이 대(戴)씨‚ 법명은 현각‚ 자는 명도(明道)‚ 호는 진각(眞覺)이며‚ 중국 절강성 온주(溫州) 영가현(永嘉縣) 출신이어서 영가대사로 불린다. 8세에 출가하여 천태 지관(止觀)을 숭상하였고, 유마경을 읽다가 견성(見性)하여 혜능(慧能)의 인가를 받고 고향 용흥사(龍興寺)에 주석하였다.
증도가는 선가의 주요 어록으로 중시되어 찬술 직후 그의 누이 정거(靜居)가 주해한 이후 여러 선승들의 주석이 있는데, 우리나라에서는 남명선사의 주해본이 널리 유행하였다. 남명천은 북송대 선승으로 천경사(千頃寺)에 주석하였던 희령(熙寧) 연간에 증도가에 320편의 계송을 달았다. 고려시대 무신정권의 수장인 최이의 발원으로 1230년대에 금속활자본과 목판본으로 간행한 사실이 있다. 조선시대에서도 증도가는 선가에서 중시되어 고려본을 복각한 목판본이 수차 간행되었으며, 세종과 세조 때는 제가의 주석이 가미된 주해본이 금속활자(갑인자, 을해자)로 간인된 바 있다.
조사 대상본은 성종 때 을해자로 간행한 언해본이다. 이 언해본은 일찍이 세종이 문종과 수양대군(세조)에게 언해를 맡겼으나, 이내 완성되지 못하였고, 세조비의 하명으로 1482년(성종 13)에 학조가 언해를 완성하여 상하 2권으로 간행하였다.
상권의 권수제는 ‘永嘉大師證道歌南明泉禪師繼頌’‚ 판심서명은 ‘南明’이다. 권수에 1077년 (熙寧10)에 오용(吳用)이 쓴 서문이 수록되어 있다. 본문에 영가대사의 원문은 첫 행에 올려쓰고 그 아래에 남명선사의 송문(頌文)을 달았으며 다시 아래에 소자(小字)의 언해문을 달아 놓았다. 그리고 행을 달리하고 한 글자를 낮추어 국문 주석을 소자로 달아 놓았다.
하권의 본문이 끝난 다음에 1076년(熙寧9) 축황(祝況)이 지은 후서(後序)가 수록되어 있다. 권말에는 1482년에 세조 때 총신인 한계희와 강희맹이 쓴 발문이 을해소자(乙亥小字)로 간인되어 첨부되어 있어 편찬 및 간행 과정을 살필 수 있는 귀중한 자료이다.
조사 대상본은 세종대왕기념사업회 소장본으로 상하 2권 중 권하 1권만 소장하고 있는 결본 상태이다. 표지에는 ‘永歌泉頌下’라고 표제가 묵서되어 있으나, 원표제에는 ‘證道歌南明繼頌’으로 되어 있다. 우측 하단에 본래 소유자로 보이는 ‘鏡淨’이란 이름이 기재되어 있다. 표지는 후대에 새로 개장된 것으로 보이나 하권 전체는 결장이 없는 비교적 온전한 상태이며, 책 크기는 33.3×21.5cm이다.
판식 특징을 살펴보면, 변란은 사주단변으로 판면에는 계선(界線)이 보이고 있고, 반곽의 크기는 세로 24.6×17.5cm이다. 행자수는 반엽을 기준으로 9행 19자씩 배자되어 있는데, 을해 중자와 소자로 인출하여 조밀한 느낌을 준다. 판심의 상하에 흑어미(黑魚尾)가 서로 내향하고 있으며, 어미 사이에 ‘南明’이라는 판심제가 보이고 있고, 그 아래에 권차와 장차가 기재되어 있다.
이 책과 동일한 판본이 서울대 규장각과 관문사에 완질본이 소장되어 있으며, 고려대와 성암문고에는 권하 1책만 소장되어 있는데, 아직까지 국가문화재로 지정된 책은 없다. 비록 권상이 없는 결본 상태이나, 하권은 결장 없이 온전한 상태로 남아있으므로 시유형문화재로 지정하는 것이 타당할 것으로 판단된다.

## 참고 문헌
- 영가대사증도가 남명천선사계송(언해) - 국가유산청 국가유산포털